# Silikonarmband

Verschiedene Silikonarmbänder

Ein Silikonarmband ist ein Armband aus Silikon, das hauptsächlich von gemeinnützigen Organisation, Firmen oder Vereinen verkauft wird, damit der Träger seine Sympathie mit einer bestimmten Idee oder Gruppe symbolisieren kann, z. B. für Krebskranke, den Lieblingsclub oder ein Event.

## Entstehung
Das erste Silikonarmband trug der Radprofi Lance Armstrong im Sommer 2004 während der Tour de France. Sein Lebensmotto „Livestrong“ – „lebe stark“ half ihm, den Hodenkrebs zu besiegen und zierte, in ein leuchtend gelbes Livestrong-Armband geprägt, Handgelenke von Pamela Anderson, Tom Hanks, Prinz Harry und vieler anderer Berühmtheiten. Lance Armstrong verkaufte zu Gunsten der 1997 durch ihn gegründeten Stiftung zur Unterstützung krebskranker Menschen rund 70 Millionen dieser Bänder. Der Erfolg dieses Produktes war so groß, dass die Hersteller mit der Produktion kaum nachkamen.

## Weitere Verbreitung
Auch der französische Fußballnationalspieler Thierry Henry verwendete sie, um seine erfolgreiche Kampagne gegen Rassismus im Fußball voranzutreiben. Dank Unterstützung des Sponsors Nike wurde ein weißes und ein schwarzes ineinander verschlungenes Armband mit der Aufschrift „Stand Up – Speak Up“ entwickelt und über 5 Millionen Mal verkauft. In Deutschland machte sich Nationalmannschaftsmanager Oliver Bierhoff für diese Initiative stark und animierte Spieler und Fans sich mit Kauf dieser Bänder gegen Rassismus zu stellen.
Es gibt noch viele weitere Projekte, die ermöglichen, über Silikonarmbänder ein Zeichen zu setzen, z. B. gegen die Armut in Ländern wie Brasilien (mit der jeweiligen Landesflagge gekennzeichnet) oder für den Frieden. Auch für die Live-8-Aktion gab es Armbänder, die in weiß gehalten waren und die Aufschrift „Deine Stimme gegen Armut“ trugen.
Verbreitet sind auch Wristbands mit der Aufschrift I love Boobies (zu deutsch etwa: „Ich liebe Möpse“) von der US-amerikanischen Keep A Breast Foundation, einer Organisation zur Bekämpfung von Brustkrebs. Hierbei handelt es sich um 19 mm breite Silikonarmbänder.
Zwischenzeitlich waren auch sehr breite 25 mm Armbänder (1-Inch-Wristbands) im Trend, haben sich aber nicht so weit verbreitet wie die Standardgröße.
Mittlerweile kann sich jeder bei diversen Anbietern Silikonarmbänder anfertigen lassen. Vor allem Firmen nutzen dieses Angebot zu Werbezwecken, aber auch Privatleute greifen gerne auf das Angebot zurück, etwa für Partys.